# Julie Pomagalski
Julie Pomagalski (Grenoble, 10 de octubre de 1980-Andermatt, Suiza, 23 de marzo de 2021) fue una deportista francesa que compitió en snowboard, especialista en las pruebas de eslalon paralelo y campo a través.
Ganó dos medallas en el Campeonato Mundial de Snowboard, oro en 1999 y plata en 2003. Participó en dos Juegos Olímpicos de Invierno, ocupando el sexto lugar en Salt Lake City 2002 y el sexto en Turín 2006, en el eslalon gigante paralelo.
Falleció en 2021, a los 40 años, debido a una avalancha mientras descendía la cumbre del Gemsstock, montaña ubicada en los Alpes suizos.

## Medallero internacional
| Campeonato Mundial | Campeonato Mundial       | Campeonato Mundial | Campeonato Mundial       |
| Año                | Lugar                    | Medalla            | Prueba                   |
| ------------------ | ------------------------ | ------------------ | ------------------------ |
| 1999               | Berchtesgaden (Alemania) | Medalla de oro     | Campo a través           |
| 2003               | Kreischberg (Austria)    | Medalla de plata   | Eslalon gigante paralelo |